# Rhythm Nation
"Rhythm Nation" é uma canção da cantora de música pop e rhythm and blues Janet Jackson lançada como o segundo single de seu quarto álbum de estúdio, Janet Jackson's Rhythm Nation 1814, em outubro de 1989.

## Desempenho nas tabelas musicais
| Tabela musical (1989/1990)           | Posição de pico |
| ------------------------------------ | --------------- |
| Australian Singles Chart             | 56              |
| Belgian Singles Chart (Flanders)     | 24              |
| Canadian Singles Chart               | 2               |
| Dutch Top 40                         | 11              |
| German Singles Chart                 | 83              |
| Irish Singles Chart                  | 19              |
| New Zealand Singles Chart            | 17              |
| Swiss Singles Chart                  | 22              |
| UK Singles Chart                     | 23              |
| U.S. Billboard Hot 100               | 2               |
| U.S. Billboard Hot R&B/Hip-Hop Songs | 1               |
| U.S. Billboard Hot Dance Club Play   | 1               |